# Загор'є (Крняк)
45°16′ пн. ш. 15°35′ сх. д. / 45.27° пн. ш. 15.58° сх. д.
Загор'є (хорв. Zagorje) — населений пункт у Хорватії, у Карловацькій жупанії у складі громади Крняк.

## Населення
Населення за даними перепису 2011 року становило 83 осіб.
Динаміка чисельності населення поселення: